# Indiga
Indiga (ros. Индига) – rzeka w Nienieckim Okręgu Autonomicznym, na północy europejskiej części Rosji. Ma 193 km długości, a powierzchnia dorzecza wynosi 3790 km².
Źródła rzeki znajdują się w północno-wschodniej części Timanu, skąd płynie na północny zachód. Uchodzi do Zatoki Indigskiej (niewielka zatoka na wschód od Zatoki Czoskiej) w Morzu Barentsa. W pobliżu ujścia leży osiedle Indiga.